# Orgyiini
Tribu
Les Orgyiini sont une tribu de lépidoptères (papillons) de la famille des Erebidae et de la sous-famille des Lymantriinae.

## Systématique
La tribu des Orgyiini a été décrite par l'entomologiste allemand Hans Daniel Johan Wallengren en 1861.

## Liste des genres
- Acyphas Hübner, 1819
- Albarracina
- Calliteara  Butler, 1881
- Casama
- Dasorgyia
- Dasychira
- Dicallomera
- Gynaephora Hübner, 1819
- Habrophylla
- Ilema
- Laelia  Stephens, 1828
- Numenes
- Ocneria
- Olene
- Orgyia Ochsenheimer, 1810
- Pantana
- Parocneria
- Penthophera
- Psalis